# The Funeral (singolo)
The Funeral è un singolo del gruppo musicale statunitense Band of Horses, il primo estratto dal primo album in studio Everything All the Time e pubblicato il 21 maggio 2007.
Nell'agosto 2009, Pitchfork ha inserito The Funeral come sessantasettesima canzone migliore degli anni 2000.

## Video musicale
Il videoclip è aperto a diverse interpretazioni. In superficie racconta la storia di un uomo affranto per la morte del proprio cane nero. L'animale si pensa possa rappresentare la depressione. Rattristato per la propria perdita, l'uomo affoga i suoi dolori nell'alcol. Immediatamente dopo, si mette alla guida, e, in uno stato di scarsa lucidità, si schianta violentemente contro un camion.
Analizzando la tipologia delle automobili utilizzate nel video, e osservando la ferrovia sopraelevata, il video può essere ambientato negli anni '70, probabilmente a Chicago. Infatti, in una scena del video, si può notare l'insegna del Galway Bay Bar, un irish pub situato nel quartiere di Lincoln Park.

## Tracce
CD promozionale (Regno Unito)
1. The Funeral (Radio Edit) – 3:52

CD promozionale (Stati Uniti)
1. The Funeral (Radio Edit) – 3:44

7" (Regno Unito)
- Lato A

1. The Funeral – 5:22

- Lato B

1. The End's Not Near – 3:45

Download digitale
1. The Funeral (Excision Remix) – 4:52

## Formazione
- Ben Bridwell – voce, chitarra
- Mat Brooke – chitarra, chitarra acustica, EBow
- Chris Early – basso
- Tim Meinig – batteria